# Fuente sísmica

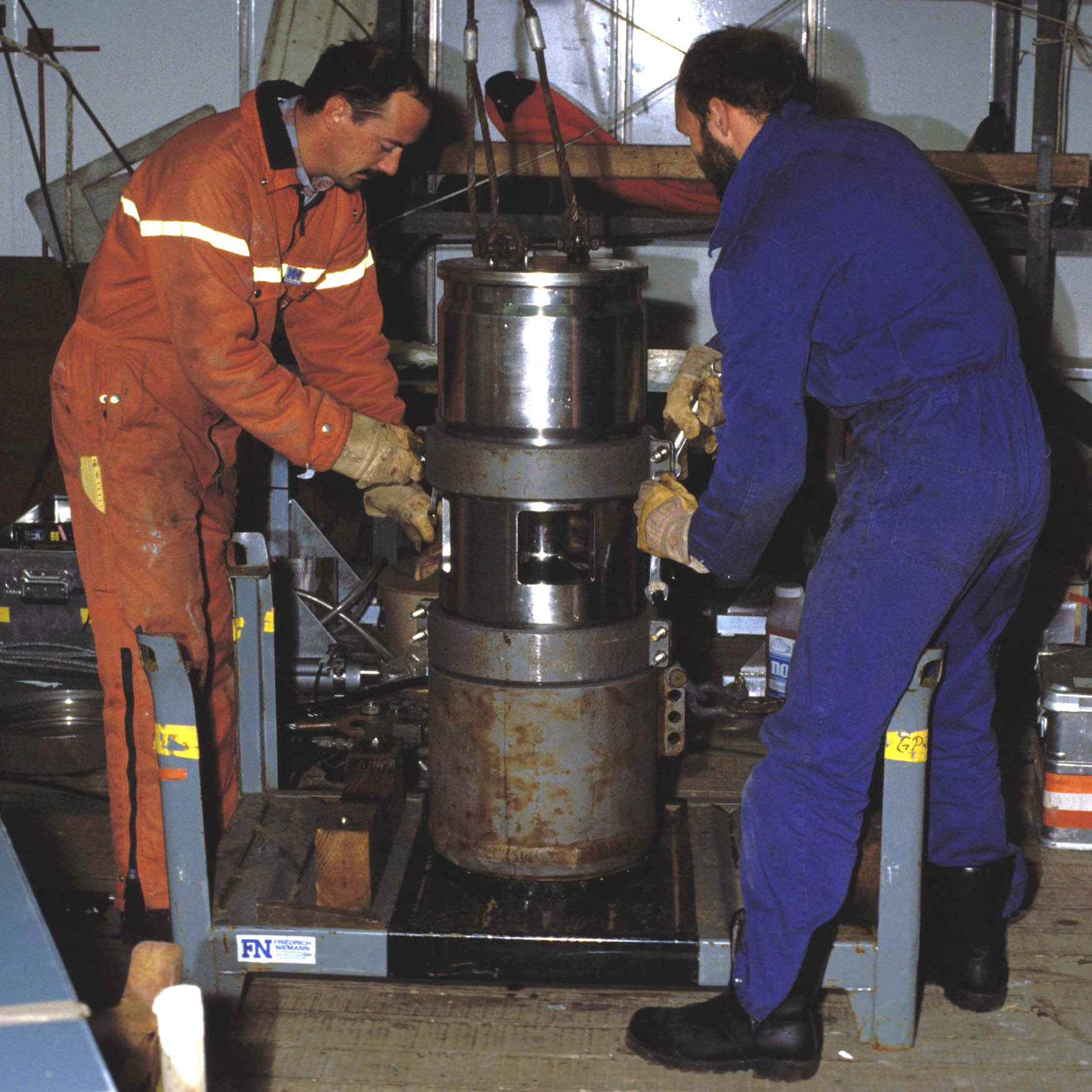
Una fuente sísmica tipo cañón de aire (30 litros).

Una fuente sísmica es un dispositivo que genera energía sísmica en forma controlada, y que se utiliza para realizar relevamientos sísmicos mediante técnicas de reflexión y refracción. Una fuente sísmica puede ser simple, como por ejemplo dinamita, o puede utilizar tecnologías más sofisticadas, como por ejemplo una cañón de aire. Una fuente sísmica produce pulsos individuales o secuencias continuas de excitación de energía, que generan ondas sísmicas, que viajan a través de medios tales como agua o estratos rocosos. Algunas de las ondas se reflejan y refractan y son registradas por receptores, tales como geófonos o hidrófonos.
Las fuentes sísmicas son utilizadas para investigar la estructura del suelo en cercanías de la superficie o, para caracterizar el suelo de un sitio, o para estudiar estructuras profundas sea en búsqueda de petróleo o depósitos minerales, o para investigar fallas debajo de la superficie o realizar otras investigaciones científicas. Las señales emitidas por las fuentes que regresan a la superficie son registradas por sensores sísmicos (geófonos o hidrófonos) ubicados en posiciones apropiadas. Las señales registradas son luego procesadas mediante algoritmos matemáticos apropiados y son interpretadas por especialistas que permiten obtener información inteligible sobre las características del suelo bajo la superficie.

## Caracterización de las fuentes
La señal de una fuente sísmica tiene las siguientes características:
1. Genera una señal tipo impulso
2. Posee un ancho de banda limitado
3. Las ondas generadas varían en el tiempo

La ecuación generalizada que vincula todas las variables indicadas es:
{\displaystyle s(t)=\beta e^{-\alpha t^{2}}\sin(2\pi f_{max}t)}
donde {\displaystyle f_{max}} es la componente de mayor frecuencia del frente de ondas generado.

## Tipos de fuentes

### Explosivos
A veces se utilizan explosivos, como ser dinamita, como un tipo de fuente sísmica cruda pero efectiva. Por ejemplo, hexanitroestilbeno fue el explosivo utilizado en las cargas de mortero utilizadas como parte de los Experimentos Lunares Sísmicos Activos del Apolo. Por lo general las cargas explosivas se colocan entre 6 m y 80 m bajo la superficie, dentro de un hueco que se realiza utilizando un equipo de perforación especial.  A menudo este tipo de perforación sísmica es denominada "Shot Hole Drilling". Un tipo de taladro utilizado para "Shot Hole Drilling" es el taladro ARDCO C-1000 montado sobre una carrocería ARDCO K 4X4.  Estos equipos de perforación a menudo utilizan aire para ayudar en el proceso de perforación.

### Cañón de aire
Un cañón de aire es utilizado para relevamientos de reflexión y refracción marinos. Consiste de una o más cámaras neumáticas que son presurizadas con aire a presiones entre 14 a 21 MPa. Los cañones de aire se sumergens bajo la superficie del agua, y son arrastrados por un barco. Al disparar un cañón de aire, se produce la abertura de una válvula solenoide, que libera aire en una cámara de disparo la que a su vez fuerza el desplazamiento de un pistón, permitiendo así que el aire escape de la cámara principal y produciendo un pulso de energía acústica. Un conjunto de cañones de aire puede llegar a tener hasta 48 cañones de aire con cámaras de diferentes tamaños, disparados al unísono. Los cañones de aire se construyen en acero inoxidable. Las cámaras grandes (con un volumen mayor a 1.15 L) tienden a generar señales de baja frecuencia, y las cámaras pequeñas (con volúmenes inferiores a los 1.1 L) producen señales de frecuencias altas.

### Fuente de sonido plasma
Una fuente de sonido plasma (PSS por sus siglas en inglés), o a veces denominada fuente de sonido por chispazo, es un dispositivo para producir un pulso de sonar submarino de muy baja frecuencia. Para producir cada disparo, se almacena carga eléctrica en un gran banco de capacitores de alta tensión, y luego se libera la carga en un arco entre electrodos ubicados en el agua. La descarga de la chispa submarina produce un plasma de alta presión y una burbuja de vapor, que se expande y colapsa, produciendo un gran estruendo. La mayor parte del sonido producido corresponde a frecuencias entre 20 y 200 Hz, lo que es muy útil en estudios mediante  sonar y reflexión sísmica.
Hay planes para utilizar un PSS como un arma no mortal contra buzos sumergidos.

### Camión golpeador

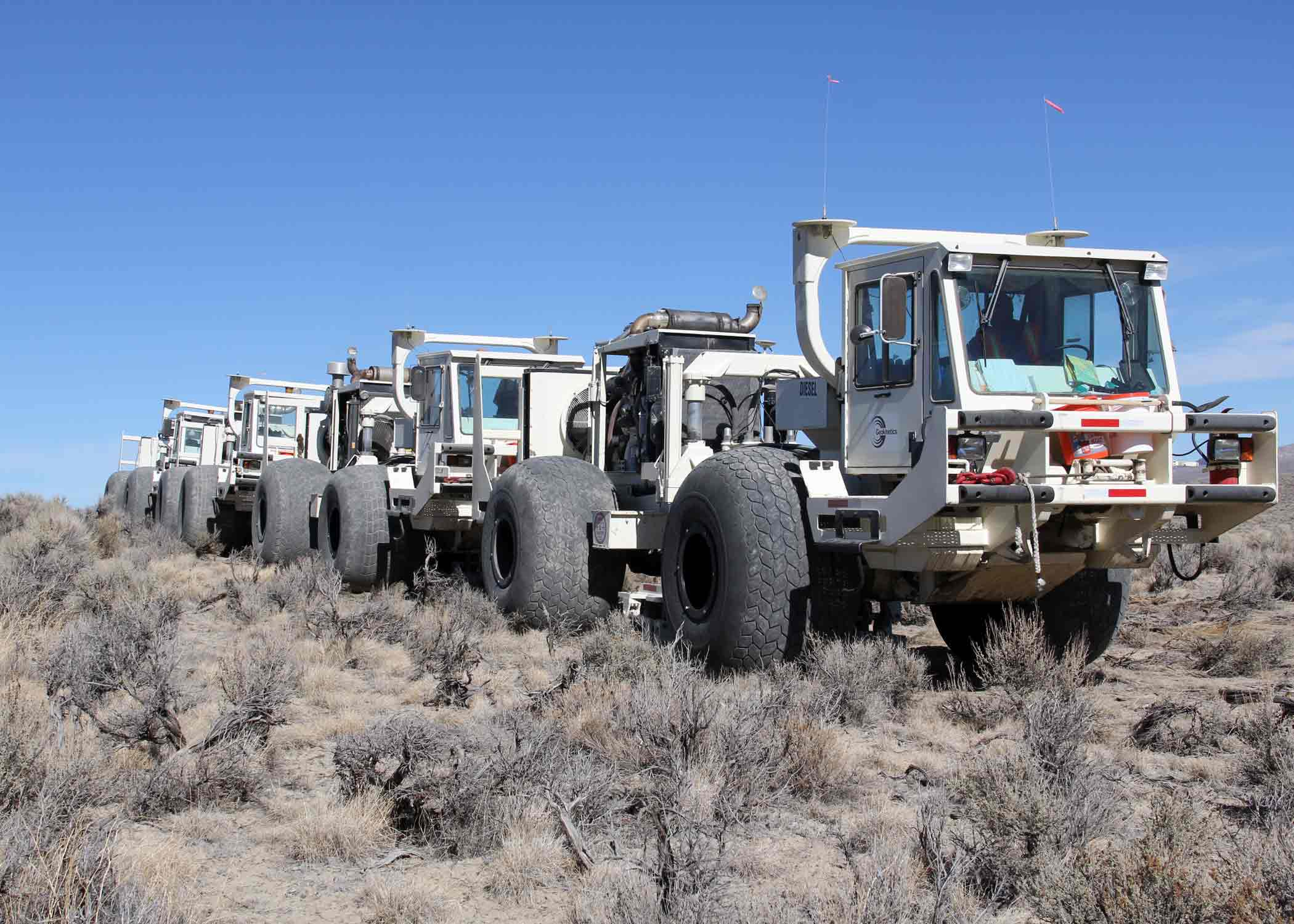
Camiones golpeadores, Noble Energy, norte de Nevada 2012.

En 1953, se creó la técnica de golpeado mediante descargas de pesos, como una alternativa al uso de la fuente de dinamita.

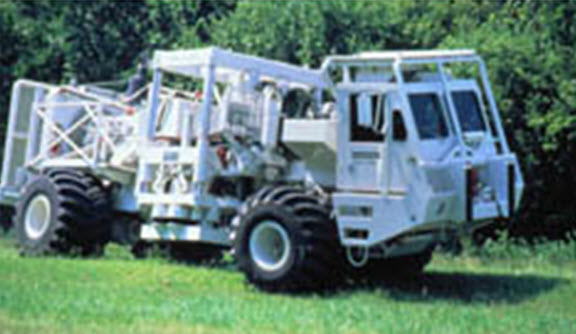
Vibroseis

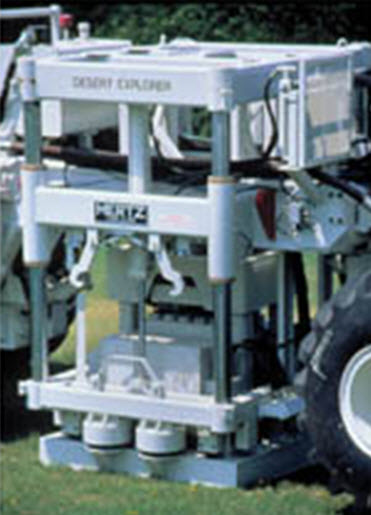
Vibroseis 2

Un camión golpeador (en inglés: thumper truck) es un sistema de impacto sobre el suelo que se encuentra montado sobre un vehículo el cual provee un tipo de fuente sísmica. Se eleva un bloque pesado utilizando un aparejo en la parte posterior del camión y se lo deja caer, por lo general unos 3 m, para aumentar la señal se puede dejar caer el bloque varias veces en el mismo punto, es posible amplificar la señal si se golpea en varios sitios en las cercanías en un conjunto cuyas dimensiones se determinan de manera de aumentar la señal sísmica mediante filtrado espacial.
Los camiones golpeadores avanzados utilizan una tecnología denominada "caída acelerada de peso" (AWD  por sus siglas en inglés), en dichos dispositivos de utiliza un gas a alta presión (min 70 MPa) para acelerar una masa de 5000 kg haciéndola impactar sobre una placa que se encuentra fijada al suelo desde una distancia de 2 a 3 m. Se superponen varios golpes para aumentar la relación señal-ruido. El AWD provee más energía y control de la fuente que la caída de una masa solo por efecto de la gravedad, brindando mejor penetración y control del contenido de frecuencia de la señal.
El golpeado puede que sea menos dañino sobre el ambiente que detonar explosivos en pozos, si bien una línea sísmica con cadenas transversales cada unos pocos metros que ha sido muy golpeada puede producir perturbaciones permanentes en el suelo. Una ventaja del golpeador (posteriormente también compartida con el Vibroseis), especialmente en regiones políticamente inestables, es que no se requieren explosivos.

### Fuente mediante pulso de energía electromagnética (no-explosiva)
Las fuentes EMP se basan en principios electrodinámicos y electromagnéticos. Esta tecnología es muy utilizada en Rusia para relevamientos sísmicos 2D y 3D, permitiendo observar estructuras por debajo de estratos de basalto.

### Vibrador sísmico
Un vibrador sísmico inyecta señales de energía en el suelo durante un periodo de tiempo prolongado, comparado con la inyección cuasi instantánea de energía que producen las fuentes impulsivas. La información registrada de esta manera debe ser correlacionadas para convertir la señal de la fuente en un impulso. Originalmente la señal de fuente de este método era producida mediante un vibrador hidráulico servo controlado o unidad vibradora montado sobre una unidad móvil, recientemente se han desarrollado versiones electromecánicas.
La técnica de exploración "Vibroseis" fue desarrollada por Continental Oil Company (Conoco) durante la década de 1950 y fue una marca registrada hasta que su patente se venció.